# Place Carnot (Limoges)
Pour les articles homonymes, voir Place Carnot.
La place Carnot est une des places principales de la ville de Limoges. 

## Situation et accès
Elle est située au nord du centre-ville, à la jonction de plusieurs artères de la ville :
- la rue François-Chénieux, vers la place Denis-Dussoubs et le centre-ville.
- l'avenue Garibaldi, vers le carrefour Tourny
- la rue Théodore-Bac, vers la gare des Bénédictins
- l'avenue du Général-Leclerc, vers Beaubreuil
- l'avenue Emile-Labussière, vers Beaublanc
- l'avenue Adrien-Tarrade, vers la gare Montjovis

## Origine du nom
Elle porte le nom du président Sadi Carnot, né en 1837 à Limoges et assassiné en 1894 à Lyon par l'anarchiste Sante Geronimo Caserio. La place Carnot est baptisée en 1897. Une statue de lui trônera plus de quarante ans au centre de la place, sous le mandat du socialiste Émile Labussière succède au républicain progressiste François Chénieux avant d’être fondue en 1942 durant Occupation de la France par l'Allemagne pendant la Seconde Guerre mondiale sous l'autorité du gouvernement français dirigé par le maréchal Philippe Pétain. Une stèle depuis 1987 située à l'angle de la rue Théodore-Bac et de l'avenue Garibaldi a été installée à sa mémoire.

## Historique

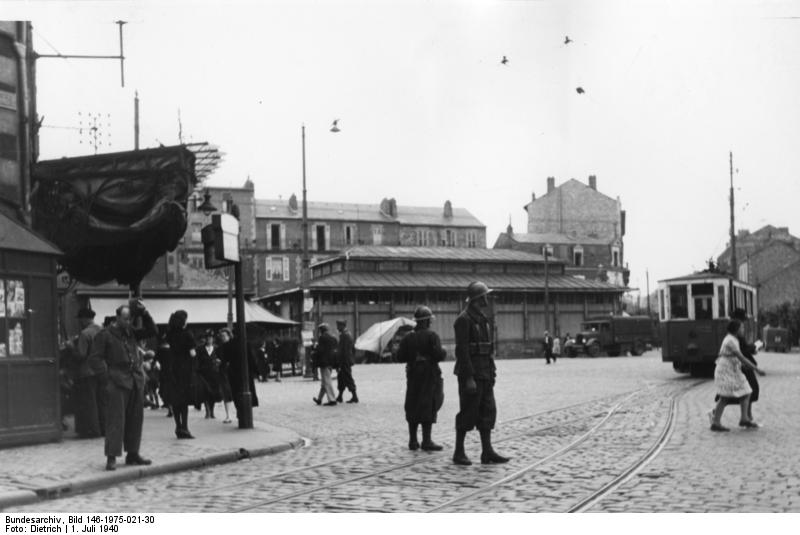
Des soldats gérant la circulation sur la place, le 1er juillet 1940. En arrière-plan, on distingue les Halles Dupuytren.

La place est située au cœur d'un quartier de tradition industrielle. En effet, dès la fin du XIXe siècle, de nombreuses usines de porcelaine, mais aussi dans une moindre mesure de chaussures, s'installent dans le quartier situé entre la gare Montjovis et la gare de Limoges-Bénédictins.
Autrefois lieu de rencontre populaire, avec ses brasseries et petits commerces, la place Carnot a été progressivement colonisée par les agences bancaires, lui faisant ainsi considérablement perdre de sa poésie. Le phénomène touche de nombreux autres lieux de Limoges.

## Bâtiments remarquables et lieux de mémoire

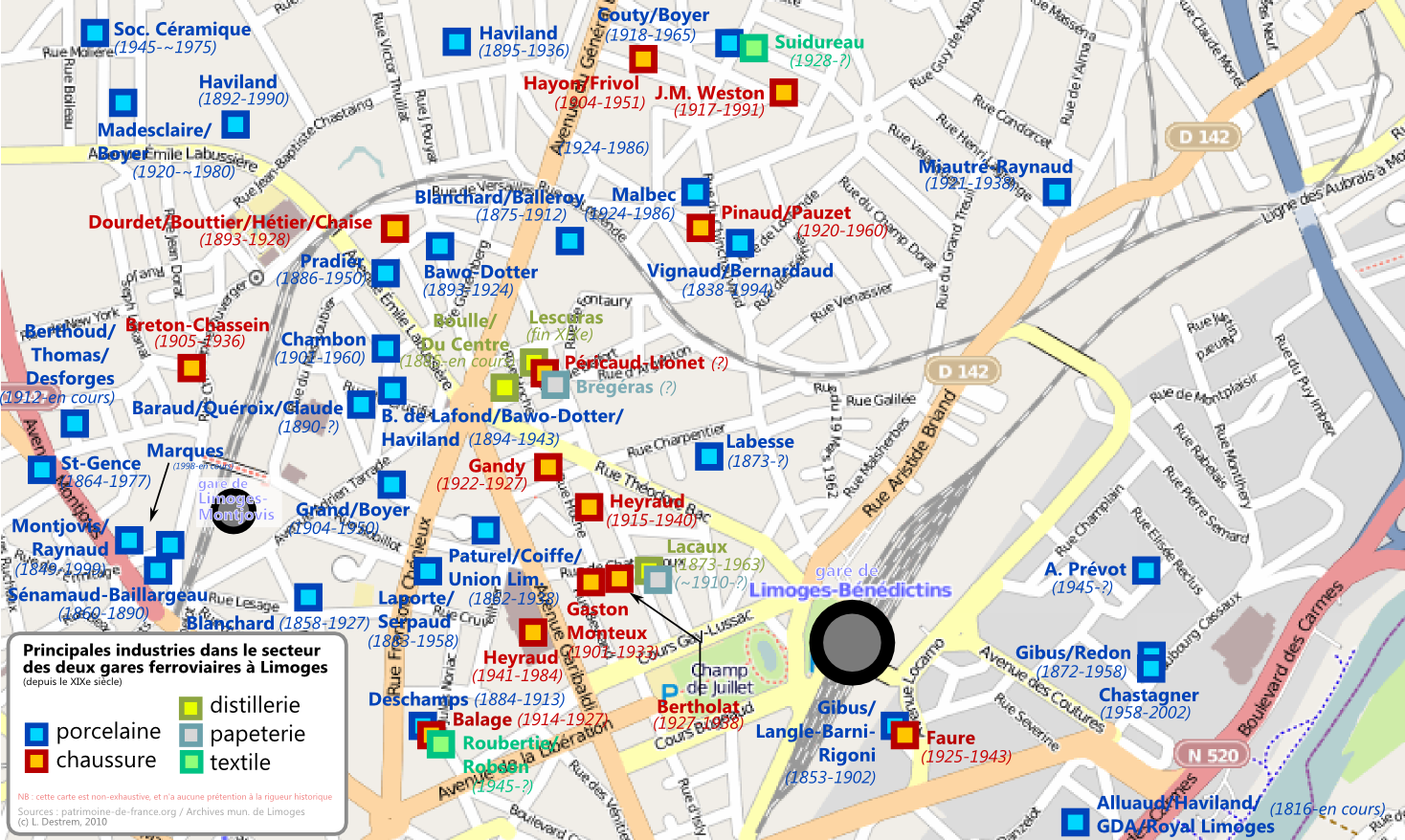
Plan des abords de la gare et des industries présentes, entre le début du XIXe siècle et nos jours

- Halles Dupuytren, inaugurées en 1856, et parfois appelées Halles Carnot[2].